# 대집행
대집행(代執行)은 행정상 강제집행의 일종으로, 행정상의 의무자가 그 의무를 이행하지 않는 경우에 행정청(行政廳)이 스스로 그 의무자에 갈음하여 그 의무내용을 실현하거나 제3자로 하여금 그것을 대행케 하여 그 비용을 의무자로부터 징수하는 방법이다.
대집행을 할 수 있는 의무는 그 성질상 대체적인 작위의무에 한한다. 실제상 가옥의 제거(철거) 이전이나 토지의 원상회복 등의 의무의 집행에 이용된다. 대집행의 일반적 요건과 절차에 관하여는 행정대집행법에 규정되어 있다. 기타 개개의 법령 속에 특별한 대집행절차가 규정되어 있는 경우도 있다(예；토지수용법·군사시설보호법).

## 성질
1. 대집행은 비금전적인 대체적 작위의무의 불이행의 경우에 대처하기 위한 수단이라는 점에서 다 같은 행정상 강제집행의 수단인 집행벌, 행정상 강제징수 등과 구별된다.
2. 대집행과 직접강제의 구분은 용이하지 않다. 대집행의 비용은 의무자가 부담하지만, 직접강제의 경우에는 행정청이 부담한다. 대집행은 제3자로 하여금 이행을 시킬 수 있지만 직접강제의 경우에는 행정청 자신이 하여야 하며, 제3자에게 이행시킬 수 없다. 그러나 행정청이 스스로 대집행에 나서는 경우에 물건에 대한 직접강제와의 구분은 어렵다.

## 관련조문 (행정대집행법)
제2조 (대집행과 그 비용징수)

법률(법률의 위임에 의한 명령, 지방자치단체의 조례를 포함한다. 이하 같다)에 의하여 직접명령되었거나 또는 법률에 의거한 행정청의 명령에 의한 행위로서 타인이 대신하여 행할 수 있는 행위를 의무자가 이행하지 아니하는 경우 다른 수단으로써 그 이행을 확보하기 곤란하고 또한 그 불이행을 방치함이 심히 공익을 해할 것으로 인정될 때에는 당해 행정청은 스스로 의무자가 하여야 할 행위를 하거나 또는 제삼자로 하여금 이를 하게 하여 그 비용을 의무자로부터 징수할 수 있다. 

제3조 (대집행의 절차)

① 전조의 규정에 의한 처분(이하 대집행이라 한다)을 하려함에 있어서는 상당한 이행기한을 정하여 그 기한까지 이행되지 아니할 때에는 대집행을 한다는 뜻을 미리 문서로써 계고하여야 한다.

② 의무자가 전항의 계고를 받고 지정기한까지 그 의무를 이행하지 아니할 때에는 당해 행정청은 대집행영장으로써 대집행을 할 시기, 대집행을 시키기 위하여 파견하는 집행책임자의 성명과 대집행에 요하는 비용의 개산에 의한 견적액을 의무자에게 통지하여야 한다.

③ 비상시 또는 위험이 절박한 경우에 있어서 당해 행위의 급속한 실시를 요하여 전2항에 규정한 수속을 취할 여유가 없을 때에는 그 수속을 거치지 아니하고 대집행을 할 수 있다. 

제7조 (행정심판)

대집행에 대하여는 행정심판을 제기할 수 있다. [전문개정 2010.1.25]

제8조 (출소권리의 보장)

전조의 규정은 법원에 대한 출소의 권리를 방해하지 아니한다.

## 판례
대집행의 계고, 대집행영장에 의한 통지, 대집행의 실행, 대집행에 요한 비용의 납부 명령 등은 타인이 대신하여 행할 수 있는 행정의무의 이행을 의무자의 비용부담하에 확보하고자 하는, 동일한 행정목적을 달성하기 위하여 단계적인 일련의 절차로 연속하여 행하여지는 것으로서, 서로 결합하여 하나의 법률효과를 발생시키는 것이므로, 선행처분인 계고처분이 하자가 있는 위법한 처분이라는, 비록 그 하자가 중대하고도 명백한 것이 아니어서 당연무효의 처분이라고 볼 수 없고 행정소송으로 효력이 다투어지지도 아니하며 이미 불가쟁력이 생겼으며, 후행처분인 대집행영장발부통보처분 자체에는 아무런 하자가 없다고 하더라도, 후행처분인 대집행영장발부통보처분의 취소를 청구하는소송에서 청구원인으로 선행처분인 계고처분이 위법한 것이기 때분에 그 계고처분을 전제로 행하여진 대집행영장발부통보처분도 위법한 것이라는 주장을 할 수 있다.— 95누12507

아무런 권원 없이 국유재산에 설치한 시설물에 대하여 행정청이 행정대집행을 할 수 있고 따로 민사소송의 방법으로 그 시설물의 철거를 구하는 것이 허용되지는 않지만, 아무런 권원없이 국유재산에 설치한 시설물에 대하여 행정청이 행정대집행을 실시하지 않는 경우, 그 국유재산에 대한 사용청구권을 가지고 있는 자가 국가를 대위하여 민사소송으로 그 시설물의 철거를 구할 수 있다.— 2009다1122

- ｢공익사업을 위한 토지 등의 취득 및 보상에 관한 법률｣상 토지소유자가 수용 또는 사용의 개시일까지 토지를 사업시행자에게 인도하여야 할 의무는 ｢행정대집행법｣에 의한 대집행의 대상이 되지 않는다.[1]

## 같이 보기
- 행정대집행법
- 행정보조인
- 계고
- 강제징수
- 직접강제
- 비용징수